# Ерменегільдо Гутьєррес
Ерменегільдо (Мендо) Гутьєррес (пол. Hermenegildo Guterres, ісп. Hermengildo Gutiérrez) — 1-й граф Коїмбри в 878—920 роках, граф Портукаленс і Туя в 895—910 роках.

## Життєпис
Походив із знатної галісійської родини. Його предками були вестготські графи Коїмбри, що володіли маєтностями біля Коїмбри. Після підкорення Вестготського королівства арабськими загарбниками предки Ерменегільдо зберегли свій статус, позначавши себе як християнські графи Коїмбри (напевне очолював тамтешню християнську громаду). 805 року один з представників цього роду втік до королівства Астурія, отримавши маєтності в Галісії.
Син Гутьєрре, онук графа християн Ерменегільда, який в свою чергу був праонуком графа Сісебута. Матір'ю була Ермесінда Гатонес, донька Гатона, графа Б'єрзо та Егілони. Про дату народження та початок діяльності Ерменегільдо Гутьєрреса нічого невідомо. 865 року пошлюбив представницю впливового астурійського роду. Перше письмова згадка припадає на 15 квітня 869 року — в дарчій хартії монастирю Санта-Марія-де-Тіньяна.
Брав активну участь у військових походах короля Альфонсо III. Можливо разом з Вімарано Перешем сприяв розширенню володінь християн між річками Мондегу і Дору. 878 року здійснив успішний похід у володіння Кордовского емірату, під час якого штурмом опанував Коїмброю. Закріпившись у фортеці, він успішно відбив спробу еміра Мухаммада I повернути собі контроль над містом і в нагороду був призначений графом Коїмбри.
У наступні роки Ерменгільдо значно розширив свої володіння, проводячи політику заселення прикордонних володіннь з мусульманами земель переселенцями з Астурії і Галісії, а також мосарабами. Напевне невдовзі під владою Ерменегільдо, опинилися міста Візеу і Ламегу.
З початку 880-х років ім'я Ерменегільдо Гутьєрреса починає регулярно з'являтися в королівських хартіях. 881 року граф Коїмбри згадується як посол короля Астурії, який відвідав Меріду. Вплив Ерменегільдо ще більше посилилося з призначенням його у 883 році на посаду майордома Астурії.
У 887 році в Галісії проти влади Альфонсо III почалося велике повстання, очолене Вітіцею, герцогом Галісії. Ерменегільдо Гутьєррес був одним з небагатьох галісійських графів, що зберігли вірність королю. Він успішно протистояв спробам Вітіци захопити належали йому землі і в 894 році зміг полонити останнього і доставити його до Альфонсо III. Після страти Вітіци усі його володіння в нагороду за вірність були передані королем графу Ерменегільдо.
У 895 році отримав від Альфонсо III графства Португалія і Туй, де в цей час панував Лусідіо Вімаранеш. Тому припускають, що Ерменегільдо спочатку був старшим графом або архіграфом спільно з Лусідіо, тестем якого був Ерменегільдо. Можливо, йому також була передана влада над Галісією, оскільки в одній з хартій цього часу щодо Ерменегільдо застосований титул «герцог Галісії». Таким чином, під його владою, ймовірно, виявилися всі західні області Астурійського королівства.
Зв'язки графа Ерменгільдо Гутьєрреса з королівською родиною Астурії ще більше посилилися завдяки шлюбу його дочки Ельвіри з принцом Ордоньйо, другим сином короля Альфонсо III, що відбувся 892 року
Точно невідомо, як Ерменегільдо Гутьєррес поставився до заколоту інфанта Гарсії, піднятого їм проти свого батька в Галісії в 910 році і який призвів до зречення Альфонсо III від трону. Після розділу володінь королівства графство Коїмбра увійшло до складу королівства Галісія, правителем якого став зять Ерменегільдо — Ордоньйо II. Тоді ж напевне перестав бути графом Португалії.
У 911 році передав владу графстом Коїмбра синові Аріасу, про що свідчать акти помісного собору в місті Ов'єдо. Втім Ерменегільдо залишив загальне урядування за собою, зберігаючи титул графа до самої смерті у 920 році. Незадовго до смерті відбив напад кордовського війська на чолі із еміром Абд Ар-Рахманом III на Коїмбру.

## Родина
Дружина — Ермесінда, донька Гатона Раміреса, графа Ель-Бьєрсо і Асторги.
Діти:
- Аріас (д/н— 924), 2-й граф Коїмбри
- Гутьерре (д/н—933), герцог Галісії
- Ельвіра (бл. 880 — 921), дружина Ордоньйо II, короля Леону і Галісії
- Алдонса (д/н—942), дружина Гутьєрре Осореса, графа Лоренсана
- Ендеркіна (д/н — до 947), дружина Гундесіндо Еріса, графа Луго
- Гуділона (д/н—942), дружина Лусідіо Вімаранеша, графа Портукаленс